# Czerniejewo-Wieś
Czerniejewo-Wieś (do 1926 Czerniejewo) – dawniej wieś, obecnie część miasta Czerniejewo w woj. wielkopolskim, w powiecie gnieźnieńskim, w gminie miejsko-wiejskiej Czerniejewo. Stanowi wschodnią część miasta.

## Historia
Od XV w. pojawia się w źródłach historycznych rozróżnienie na Czerniejewo miasto i Czerniejewo wieś. Wieś znajdowała się na północ od miasta wzdłuż najstarszego traktu gnieźnieńskiego (ob. ul. Pałacowej) i odchodzącej od niego w kierunku zachodnim drogi do Pobiedzisk (ul.Armii Poznań).
9 stycznia 1926 wieś Czerniejewo przemianowano oficjalnie na Czerniejewo Wieś w celu odróżnienia jej od nazwy miasta.
W II RP Czerniejewo Wieś stanowiło gminę jednostkową w powiecie gnieźnieńskim w województwie poznańskim. 1 sierpnia 1934 weszło w skład nowej zbiorowej gminy Czerniejewo, gdzie 27 września 1934 utworzyło gromadę (sołectwo) o nazwie Czerniejewo Wieś. Po wojnie, gromadę tę nazywano alternatywnie Czerniejewo II.
Jesienią 1954 zniesiono gminy zbiorowe, tworząc duże gromady. Dotychczasowa małą gromadę Czerniejewo II (Czerniejewo Wieś) podzielono. Miejscowości Czerniejewo II i Goranin weszły w skład nowej gromady Czerniejewo, natomiast osadę Czerniejewo II (wszystkie parcele karty mapy Nr 1) włączono do miasta Czerniejewa.